# Steve Peregrin Took

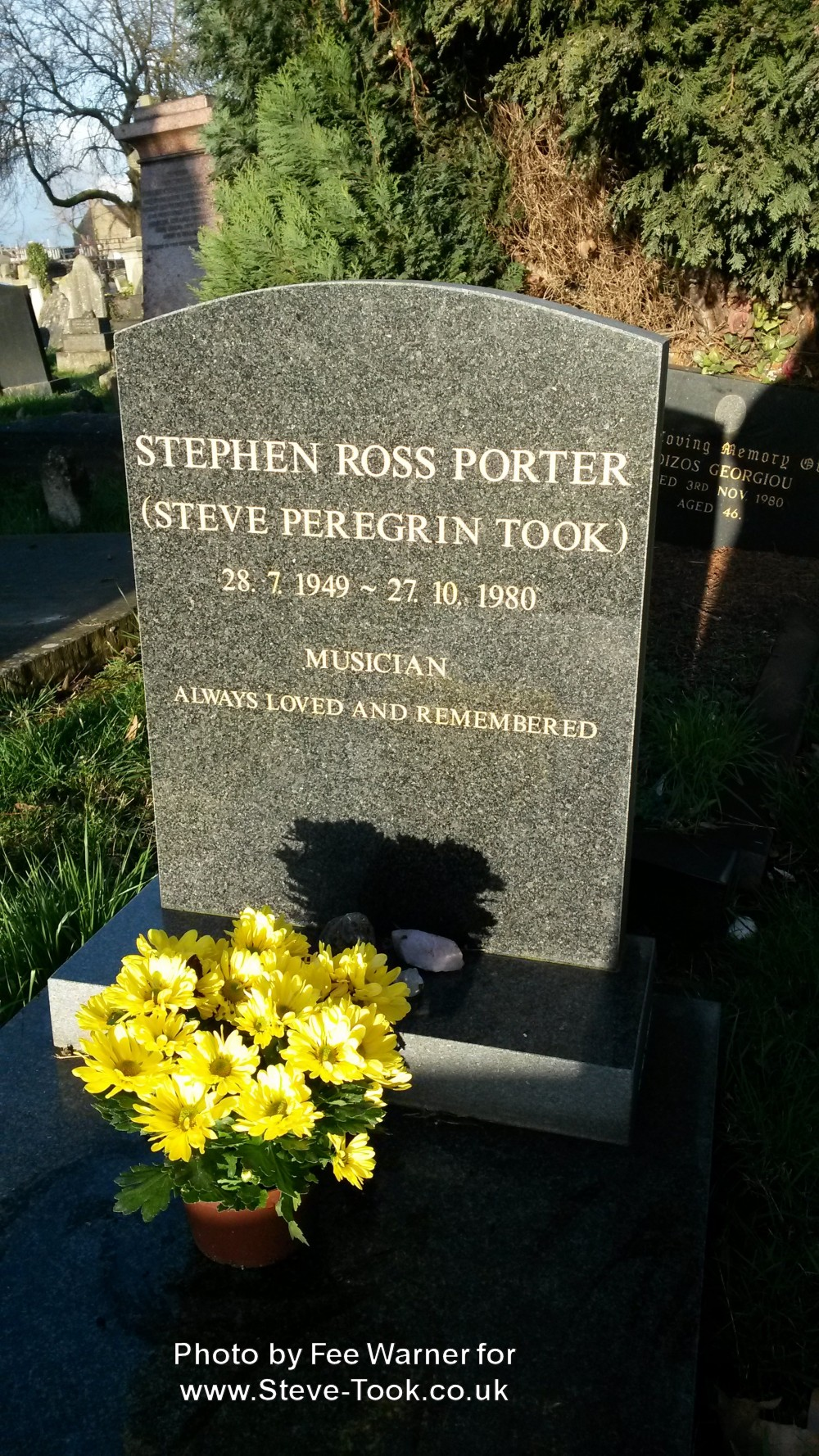

Steve Peregrin Took (* 28. Juli 1949 in London als Stephen Ross Porter; † 27. Oktober 1980 ebenda) war ein britischer Rockmusiker (Schlagzeug, Perkussion, Gitarre, Bass, Gesang), Bandleader und Songwriter. Am bekanntesten wurde er als Partner von Marc Bolan im Duo Tyrannosaurus Rex.

## Frühe Jahre und Tyrannosaurus Rex (1967–1969)
Seinen Künstlernamen „Peregrin Took“ entlehnte Stephen Ross Porter, 1949 im Londoner Stadtteil Eltham geboren, dem Fantasy-Roman Der Herr der Ringe. Mit 17 Jahren – er hatte einige Monate in einer Mod-Band namens „The Waterproof Sparrows“ Schlagzeug gespielt – antwortete er 1967 auf eine Anzeige in der International Times, mit der Marc Bolan nach seinem Weggang von John’s Children Musiker für eine neue Band suchte, die er „Tyrannosaurus Rex“ nannte. Bereits nach dem ersten Auftritt, der sich als Misserfolg erwies, zerbrach die neue Band. Lediglich Bolan und Took blieben zusammen. Sie traten als akustisches Duo mit Gitarre und Bongos in Unterführungen auf. Took benutzte unterschiedliche Perkussionsinstrumente, darunter auch Kinderspielzeug. Ihr Stil änderte sich von reinem Rock ’n’ Roll hin zu einem exotischen Gemisch verschiedener Richtungen, das sich an ein Hippie-Publikum richtete.
1968 begannen sie, eine Reihe von Alben aufzunehmen. John Peel förderte sie in seinem Radioprogramm. Das dritte Album Unicorn schaffte es 1969 bis auf Platz 12 der UK-Albumcharts. Unterdessen zeigten sich Differenzen zwischen den beiden Partnern. Took wandte sich der Underground- und Drogen-Szene zu. Er schrieb auch eigene Songs, die Bolan jedoch nicht mit Tyrannosaurus Rex aufführen wollte. Stattdessen nahm Twink 1969 zwei der Stücke für sein Album Think Pink auf, wobei Took auch Gesang und Perkussion beisteuerte. Zu Tooks Freunden gehörte auch Syd Barrett, mit dem er an nicht veröffentlichtem Material arbeitete. Als Hintergrundsänger ist Took auch zu hören bei David Bowie auf dem erst 2000 veröffentlichten BBC-Session-Album Bowie at the Beep. Schließlich warf Bolan Took aus seiner Band und ersetzte ihn durch Mickey Finn.

## Pink Fairies (1969–1970) und Shagrat (1970–1971)
Took gründete zusammen mit Twink (Schlagzeug), Twinks Freundin Sally „Silver Darling“ Meltzer (Keyboard) und Mick Farren (Gesang), der gerade von seiner Band The Deviants gefeuert worden war, eine neue Band namens The Pink Fairies. Took und Twink unterstützten Farren bei den Aufnahmen zu seinem ersten Soloalbum Mona – The Carnivorous Circus (aufgenommen im Dezember 1969, veröffentlicht 1970). Twink gründete Anfang 1970 mit den ex-Musikern der Deviants eine neue Version der Pink Fairies. Etwa zeitgleich gründeten Took und Farren mit Larry Wallis (Gitarre) und Tim Taylor (Bass) die Band Shagrat, benannt nach einer weiteren Figur aus dem Herrn der Ringe.
Farren verließ Shagrat bald, und Schlagzeuger Phil Lenoir kam dazu. Took übernahm die Leitung der Gruppe. Sie nahmen drei Titel auf und spielten auf dem Phun-City-Festival. Nachdem Lenoir und Taylor ausschieden, machten Took und Wallis mit dem Schlagzeuger Dave Bidwell als akustisches Trio weiter. Sie machten einige weitere Aufnahmen, doch löste sich das Projekt Shagrat 1971 auf. Die Shagrat-Aufnahmen wurden später (zum Beispiel 1990 und 2001) auf Vinyl und CD veröffentlicht.

## Solo (1971–1976)
Steve Took trat in der Folge als Solist mit Akustikgitarre auf, insbesondere bei Konzerten der Band Hawkwind and Pink Fairies. 1972 bis 1973 übernahm Tony Secunda, zuvor Manager von Marc Bolan, Tooks Management. In Tooks Wohnung entstanden Aufnahmen mit verschiedenen Musikern der Underground-Szene, darunter Syd Barrett. Jedoch erst 1995 wurden Teile dieser Sessions als The Missing Link To Tyrannosaurus Rex veröffentlicht. Verschiedene Versuche, mit neuen Bands Fuß zu fassen, waren nicht sonderlich erfolgreich. Zwischenzeitlich lebte Took in Canterbury und Margate.

## Steve Took’s Horns (1976–1978) und Inner City Unit (1979–1980)
Zurück in London trat Took mit unterschiedlichen Musikern als Steve Took’s Horns auf. Mitte 1977 stabilisierte sich die Besetzung mit Trev Thoms (Gitarre) und Dino Ferari (Schlagzeug). Manager der Gruppe wurde Tony Landau. Sie nahmen im November 1977 drei Stücke auf und spielten am 18. Juni 1978 auf Nik Turners „Bohemian Love-In“ im Roundhouse. Unzufrieden mit dem Auftritt löste Took die Band auf. 2004 erschienen die Aufnahmen von 1977 als Blow It!!! The All New Adventures of Steve Took’s Horns auf CD, aufgefüllt mit Outtakes, Remixes und weiterem Material.
1979 und 1980 spielte Took des Öfteren als Gast bei Nik Turners Inner City Unit, wo auch Trev Thoms und Dino Ferari zur Besetzung gehörten.

## Tod
Steve Took starb am 27. Oktober 1980 im Alter von 31 Jahren. Als Todesursache wurde Ersticken an einer Cocktailkirsche festgestellt.

## Diskografie
- 1970: Mick Farren: Mona – The Carnivorous Circus  mit Steve Took als „Shagrat the Vagrant“ (Transatlantic Records)
- 1971: Twink: Think Pink (LP mit 2 Songs von Took, aufgenommen im Sommer 1969, Sire Records)
- 1990: Shagrat: Amanda / Peppermint Flickstick (Single, Shagrat Records)
- 1992: Steve Took’s Shagrat: Nothing Exceeds Like Excess  (EP, Shagrat Records)
- 1995: Steve Peregrine Took: The Missing Link to Tyrannosaurus Rex (CD, Cleopatra), neu aufgelegt 2002 als Crazy Diamond (CD, Voiceprint)
- 2001: Steve Peregrine Took’s Shagrat: Lone Star (CD, Captain Trip)
- 2001: Shagrat: Pink Jackets Required (CD, Get Back)
- 2004: Steve Took’s Horns: Blow It!!! The All New Adventures Of Steve Took’s Horns (CD, Cherry Red Records)